# Silvio Pedroni
Pour les articles homonymes, voir Pedroni.
Silvio Pedroni (né le 25 janvier 1918 à Castelverde, dans la province de Crémone, en Lombardie et mort le 13 juin 2003 à Alessio) est un coureur cycliste italien.

## Biographie
Vice-champion du monde amateur sur route en 1947 à Reims, Silvio Pedroni a été professionnel de 1948 à 1956. Il s'est notamment classé septième du Tour d'Italie 1950.

## Palmarès

### Palmarès amateur
- 1939
  - Astico-Brenta
- 1947
  - Milan-Tortone
  - 2e de la Coppa San Geo
  -  Médaillé d'argent du championnat du monde sur route amateurs
- 1948
  - 5e du championnat du monde sur route amateurs
  - 10e de la course en ligne des Jeux olympiques

### Palmarès professionnel
- 1949
  - 3e du Tour d'Émilie
  - 10e de Milan-San Remo
  - 10e du Tour d'Italie
- 1950
  - 4e du Championnat de Zurich
  - 7e du Tour d'Italie
  - 9e de Milan-San Remo
  - 10e du Tour de Romandie

## Résultats sur les grands tours

### Tour de France
3 participations
- 1949 : abandon (16e étape)
- 1950 : abandon (12e étape)
- 1951 : abandon (13e étape)

### Tour d'Italie
6 participations
- 1949 : 10e
- 1950 : 7e
- 1951 : 28e
- 1953 : 21e
- 1954 : 37e
- 1955 : 21e

### Tour d'Espagne
1 participation
- 1955 : 29e